# Али, Моника
Моника Али (англ. Monica Ali, родилась 20 октября 1967 года) — британская писательница, родившаяся в Бангладеш. В 2003 году она была выбрана журналом Granta как одна из «Лучших молодых британских романистов» на основании её неопубликованной рукописи; её дебютный роман, Brick Lane, был опубликован позже в том же году. Он вошёл в шорт-лист Букеровской премии. Роман был экранизирован в одноимённом фильме 2007 года. Моника также опубликовала ещё три романа.

## Ранние годы и образование
Али родилась в Дакке, Восточный Пакистан (ныне Бангладеш) в 1967 году в семье бангладешца и матери-англичанки. Её отец родом из округа Маймансингх. Когда ей было три года, её семья переехала в Болтон, Англия. Она пошла в Болтонскую школу, а затем изучала философию, политику и экономику в колледже Уэдхэм в Оксфорде.

## Brick Lane
Brick Lane — это улица в самом центре лондонской бангладешской общины. В одноимённом романе Али рассказывается о жизни Назнин, бангладешской женщины, которая переезжает в Лондон в возрасте 18 лет, чтобы выйти замуж за мужчину постарше, Чану. Они живут в Тауэр-Хамлетс. Сначала её английский состоял только из «извините» и «спасибо» («sorry» and «thank you»); роман исследует её жизнь и адаптацию в сообществе, а также характер Чану и их более крупное этническое сообщество. Дополнительная повествовательная цепочка охватывает переживания сестры Назнин, Хасины, с помощью её переписки.

### Восприятие произведения
The Observer описал Чану как «одно из величайших чудес романа: вдвое старше неё, с лицом, похожим на лягушку, склонность цитировать Юма и безграничный обречённый оптимизм самосовершенствующегося наркомана, он одновременно раздражает но, по крайней мере, для читателя, чрезвычайно мил». Джеральдин Беделл написала в The Observer, что «самый яркий образ брака — это её [Назнин] задача обрезать мозоли мужу, задача, которую она, кажется, должна выполнять с ужасающей регулярностью. [Её муж] напыщен и добр, полон планов, ни один из которых никогда не осуществится, а затем обиды на Невежественных Типов, которые не продвигают его или не понимают его цитаты из Шекспира или его Открытого университета, расу, этническую и классовую принадлежность».
Роман был хорошо принят критиками в Великобритании и США и вошёл в шорт-лист Букеровской премии.
Однако роман вызвал споры в бангладешской общине Великобритании. Некоторые группы предполагали, что Али негативно изображала людей из области Силхет, поскольку они составляют большинство иммигрантов из Бангладеш, живущих в общине Брик-Лейн.

### Экранизация
В 2007 году книга была экранизирована в одноимённом фильме. Фильм с индийской актрисой Танништой Чаттерджи в главной роли распространялся как в Великобритании, так и за рубежом.
Когда в 2006 году шло производство фильма, часть бангладешского сообщества выступала против намерения Ruby Films снимать части романа в районе Брик-Лейн. Они сформировали «Кампанию против Брик-Лейн Моники Али».
Писательница и активистка Жермен Грир выразила поддержку кампании, написав в The Guardian:

Поскольку британцы мало знают и мало заботятся о бангладешских людях в их среде, их первое появление в качестве персонажей в английском романе имело силу определяющей карикатуры… Некоторые из силхети из Брик-лейн не узнали себя. Бенгальские мусульмане умны перед исламским предрассудком, что они нерелигиозны и беспорядочны, нечистые среди чистых, и вот протобенгальский писатель с мусульманским именем изображает их как всё это и многое другое.
Оригинальный текст (англ.)As British people know little and care less about the Bangladeshi people in their midst, their first appearance as characters in an English novel had the force of a defining caricature ... [S]ome of the Sylhetis of Brick Lane did not recognise themselves. Bengali Muslims smart under an Islamic prejudice that they are irreligious and disorderly, the impure among the pure, and here was a proto-Bengali writer with a Muslim name, portraying them as all of that and more.
— 
Грир раскритиковала «отсутствие подлинности» Моники Али, поскольку она никогда не проводила много времени в сообществе Brick Lane и больше не говорила бегло на бенгальском языке. Писатель Салман Рушди раскритиковал Грир за участие, заявив, что её заявления были «филистерскими, ханжескими и постыдными, но… не неожиданными».

## Взгляды
Али выступила против попытки британского правительства ввести в действие Закон о расовой и религиозной ненависти 2006 года. Она рассказала об этом в своей статье для сборника эссе «Свобода выражения без обид», опубликованного Penguin в 2005 году.
Али является противницей политического развития «индустрии обидных чувств», системы законов и правовой практики в Южной Азии, в основном в Индии, которая позволяет религиозным группам и организациям чувствовать «обиду» из-за некоторых текстов или произведений искусства, с последующим их запрещением. Али придумала термин «рынок возмущения», описывающий коммерциализацию этих практик.

## Кампания Marks & Spencer
В 2013 году Али была объявлена одной из нескольких новых моделей кампании Marks & Spencer «Женственность». Кампания с подзаголовком «Ведущие дамы Великобритании» показала, что Али появилась вместе с британскими женщинами из разных сфер, включая поп-певицу Элли Голдинг, боксёра, дважды завоевавшую олимпийские золотые медали — Николу Адамс и актрису Хелен Миррен.

## Личная жизнь
Али живёт в Южном Лондоне со своим мужем Саймоном Торрансом, консультантом по вопросам управления. У них двое детей.

## Награды
- Командор ордена Британской империи (2024 год)[9].

## Книги
- Brick Lane (2003), Doubleday
- Alentejo Blue (2006), Doubleday
- На кухне[англ.] (2009), Doubleday
- Нерассказанная история (2011), Scribner